# Marshosaurus bicentesimus
Marshosaurus bicentesimus es la única especie conocida del género extinto Marshosaurus (“lagarto de Marsh”) de dinosaurio terópodo aveterópodo, que vivió a finales del período Jurásico, hace aproximadamente 155 millones de años, en el Kimmeridgiense, en lo que es hoy Norteamérica.

## Descripción
Marshosaurus era de tamaño mediano para un terópodo. En 2010, Gregory S. Paul estimó su longitud en 4,5 metros y su peso en 200 kilogramos. El ilion holotipo tiene una longitud de 37,5 centímetros. Si el material craneal se refiere correctamente, el cráneo tenía aproximadamente 60 centímetros de largo.

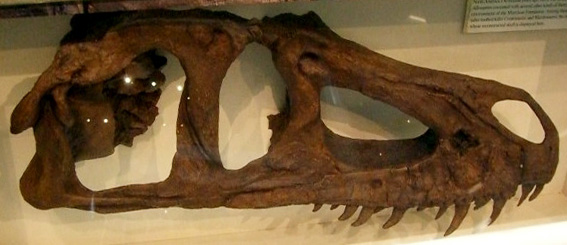
Cráneo de un Marshosaurus.

En 2012, Matthew Carrano estableció una autapomorfía, un rasgo derivado único del holotipo: la sutura entre el pedúnculo púbico y el hueso púbico es convexa, curva hacia arriba, en la parte delantera y cóncava en la parte posterior.

## Descubrimiento e investigación
Durante la década de 1960, se descubrieron más de catorce mil huesos fósiles en la cantera Cleveland-Lloyd en el centro de Utah. La mayoría de estos pertenecían a Allosaurus, pero algunos eran de al menos dos terópodos nuevos para la ciencia. En 1974, uno de estos fue nombrado por James Henry Madsen Jr. como el género Stokesosaurus.
En 1976, el segundo fue nombrado por Madsen como la especie tipo Marshosaurus bicentesimus. El nombre genérico honra al paleontólogo del siglo XIX, el profesor Othniel Charles Marsh, quien describió muchos fósiles de dinosaurios durante la Guerra de los Huesos. El nombre específico fue elegido "en honor del bicentenario de los Estados Unidos de América ". El holotipo, UMNH VP 6373, se encontró en una capa del Miembro de la Cuenca Brushy de la Formación Morrison que data del Kimmeridgiano tardío, aproximadamente entre 155 a 152 millones de años. Es un ilion izquierdo , o hueso de la pelvis superior. Los paratipos constaban de tres huesos, los isquion UMNH VP 6379 y UMNH VP 380 y el hueso púbico UMNH VP 6387. Tres fragmentos ilíacos y seis de mandíbula fueron remitidos provisionalmente. El material representa al menos tres individuos.
En 1991, Brooks Britt se refirió a las vértebras de la cola de Colorado, porque se parecían a fragmentos de vértebras de la cola no identificados de la cantera de dinosaurios Cleveland-Lloyd. En 1993, un esqueleto parcial, CMNH 21704, del Monumento Nacional Dinosaurio fue referido porque sus espinas se parecían a las espinas no identificadas de la Cantera de Dinosaurios Cleveland-Lloyd. Este espécimen se describió más completamente en 1997.

## Clasificación
Madsen originalmente no estaba seguro sobre la posición filogenética de Marshosaurus, situándolo como un Theropoda incertae sedis. Algunos análisis posteriores mostraron que Marshosaurus es un miembro de Avetheropoda, un grupo de terópodos más avianos que incluye a Tyrannosaurus, Velociraptor y Allosaurus. Sin embargo, Roger Benson et al. en 2009 encontraron que es un Tetanuro, usando varias nuevas características encontradas en los especímenes referidos de Megalosaurus. En 2010  Benson R.B.J. lo coloca en un clado basal a Megalosauria dentro de Megalosauroidea junto a Xuanhanosaurus, Condorraptor y Piatnitzkysaurus, aunque no le da nombre al mismo. En 2012  Carrano et al. lo coloca en Piatnitzkysauridae, que contiene los géneros anteriormente nombrados, clasificación compartida por Hanson & Makovicky en 2013 y Rauhut et al. en 2016.

### Filogenia
La posición de Marshosaurus en el árbol evolutivo, como un posible miembro de Piatnitzkysauridae, es mostrado por el siguiente cladograma.

|  | Marshosaurus                                                      |
|  |                                                                   |
|  | \| \| Condorraptor \| \| \| \| \| \| Piatnitzkysaurus \| \| \| \| |
|  |                                                                   |
|  | Condorraptor                                                      |
|  |                                                                   |
|  | Piatnitzkysaurus                                                  |
|  |                                                                   |

|  | Condorraptor     |
|  |                  |
|  | Piatnitzkysaurus |
|  |                  |

|  | Marshosaurus                                                      |
|  |                                                                   |
|  | \| \| Condorraptor \| \| \| \| \| \| Piatnitzkysaurus \| \| \| \| |
|  |                                                                   |
|  | Condorraptor                                                      |
|  |                                                                   |
|  | Piatnitzkysaurus                                                  |
|  |                                                                   |

|  | Condorraptor     |
|  |                  |
|  | Piatnitzkysaurus |
|  |                  |

|  | Chuandongocoelurus |
|  |                    |
|  | Monolophosaurus    |
|  |                    |

|  | Baryonyx   |
|  |            |
|  | Suchomimus |
|  |            |

|  | Irritator   |
|  |             |
|  | Spinosaurus |
|  |             |

|  | Baryonyx   |
|  |            |
|  | Suchomimus |
|  |            |

|  | Irritator   |
|  |             |
|  | Spinosaurus |
|  |             |

|  | Eustreptospondylus                                               |
|  |                                                                  |
|  | \| \| Magnosaurus \| \| \| \| \| \| Streptospondylus \| \| \| \| |
|  |                                                                  |
|  | Magnosaurus                                                      |
|  |                                                                  |
|  | Streptospondylus                                                 |
|  |                                                                  |

|  | Magnosaurus      |
|  |                  |
|  | Streptospondylus |
|  |                  |

|  | Afrovenator      |
|  |                  |
|  | Dubreuillosaurus |
|  |                  |

|  | Megalosaurus |
|  |              |
|  | Torvosaurus  |
|  |              |

|  | Afrovenator      |
|  |                  |
|  | Dubreuillosaurus |
|  |                  |

|  | Megalosaurus |
|  |              |
|  | Torvosaurus  |
|  |              |

|  | Eustreptospondylus                                               |
|  |                                                                  |
|  | \| \| Magnosaurus \| \| \| \| \| \| Streptospondylus \| \| \| \| |
|  |                                                                  |
|  | Magnosaurus                                                      |
|  |                                                                  |
|  | Streptospondylus                                                 |
|  |                                                                  |

|  | Magnosaurus      |
|  |                  |
|  | Streptospondylus |
|  |                  |

|  | Afrovenator      |
|  |                  |
|  | Dubreuillosaurus |
|  |                  |

|  | Megalosaurus |
|  |              |
|  | Torvosaurus  |
|  |              |

|  | Afrovenator      |
|  |                  |
|  | Dubreuillosaurus |
|  |                  |

|  | Megalosaurus |
|  |              |
|  | Torvosaurus  |
|  |              |

|  | Baryonyx   |
|  |            |
|  | Suchomimus |
|  |            |

|  | Irritator   |
|  |             |
|  | Spinosaurus |
|  |             |

|  | Baryonyx   |
|  |            |
|  | Suchomimus |
|  |            |

|  | Irritator   |
|  |             |
|  | Spinosaurus |
|  |             |

|  | Eustreptospondylus                                               |
|  |                                                                  |
|  | \| \| Magnosaurus \| \| \| \| \| \| Streptospondylus \| \| \| \| |
|  |                                                                  |
|  | Magnosaurus                                                      |
|  |                                                                  |
|  | Streptospondylus                                                 |
|  |                                                                  |

|  | Magnosaurus      |
|  |                  |
|  | Streptospondylus |
|  |                  |

|  | Afrovenator      |
|  |                  |
|  | Dubreuillosaurus |
|  |                  |

|  | Megalosaurus |
|  |              |
|  | Torvosaurus  |
|  |              |

|  | Afrovenator      |
|  |                  |
|  | Dubreuillosaurus |
|  |                  |

|  | Megalosaurus |
|  |              |
|  | Torvosaurus  |
|  |              |

|  | Eustreptospondylus                                               |
|  |                                                                  |
|  | \| \| Magnosaurus \| \| \| \| \| \| Streptospondylus \| \| \| \| |
|  |                                                                  |
|  | Magnosaurus                                                      |
|  |                                                                  |
|  | Streptospondylus                                                 |
|  |                                                                  |

|  | Magnosaurus      |
|  |                  |
|  | Streptospondylus |
|  |                  |

|  | Afrovenator      |
|  |                  |
|  | Dubreuillosaurus |
|  |                  |

|  | Megalosaurus |
|  |              |
|  | Torvosaurus  |
|  |              |

|  | Afrovenator      |
|  |                  |
|  | Dubreuillosaurus |
|  |                  |

|  | Megalosaurus |
|  |              |
|  | Torvosaurus  |
|  |              |

|  | Chuandongocoelurus |
|  |                    |
|  | Monolophosaurus    |
|  |                    |

|  | Baryonyx   |
|  |            |
|  | Suchomimus |
|  |            |

|  | Irritator   |
|  |             |
|  | Spinosaurus |
|  |             |

|  | Baryonyx   |
|  |            |
|  | Suchomimus |
|  |            |

|  | Irritator   |
|  |             |
|  | Spinosaurus |
|  |             |

|  | Eustreptospondylus                                               |
|  |                                                                  |
|  | \| \| Magnosaurus \| \| \| \| \| \| Streptospondylus \| \| \| \| |
|  |                                                                  |
|  | Magnosaurus                                                      |
|  |                                                                  |
|  | Streptospondylus                                                 |
|  |                                                                  |

|  | Magnosaurus      |
|  |                  |
|  | Streptospondylus |
|  |                  |

|  | Afrovenator      |
|  |                  |
|  | Dubreuillosaurus |
|  |                  |

|  | Megalosaurus |
|  |              |
|  | Torvosaurus  |
|  |              |

|  | Afrovenator      |
|  |                  |
|  | Dubreuillosaurus |
|  |                  |

|  | Megalosaurus |
|  |              |
|  | Torvosaurus  |
|  |              |

|  | Eustreptospondylus                                               |
|  |                                                                  |
|  | \| \| Magnosaurus \| \| \| \| \| \| Streptospondylus \| \| \| \| |
|  |                                                                  |
|  | Magnosaurus                                                      |
|  |                                                                  |
|  | Streptospondylus                                                 |
|  |                                                                  |

|  | Magnosaurus      |
|  |                  |
|  | Streptospondylus |
|  |                  |

|  | Afrovenator      |
|  |                  |
|  | Dubreuillosaurus |
|  |                  |

|  | Megalosaurus |
|  |              |
|  | Torvosaurus  |
|  |              |

|  | Afrovenator      |
|  |                  |
|  | Dubreuillosaurus |
|  |                  |

|  | Megalosaurus |
|  |              |
|  | Torvosaurus  |
|  |              |

|  | Baryonyx   |
|  |            |
|  | Suchomimus |
|  |            |

|  | Irritator   |
|  |             |
|  | Spinosaurus |
|  |             |

|  | Baryonyx   |
|  |            |
|  | Suchomimus |
|  |            |

|  | Irritator   |
|  |             |
|  | Spinosaurus |
|  |             |

|  | Eustreptospondylus                                               |
|  |                                                                  |
|  | \| \| Magnosaurus \| \| \| \| \| \| Streptospondylus \| \| \| \| |
|  |                                                                  |
|  | Magnosaurus                                                      |
|  |                                                                  |
|  | Streptospondylus                                                 |
|  |                                                                  |

|  | Magnosaurus      |
|  |                  |
|  | Streptospondylus |
|  |                  |

|  | Afrovenator      |
|  |                  |
|  | Dubreuillosaurus |
|  |                  |

|  | Megalosaurus |
|  |              |
|  | Torvosaurus  |
|  |              |

|  | Afrovenator      |
|  |                  |
|  | Dubreuillosaurus |
|  |                  |

|  | Megalosaurus |
|  |              |
|  | Torvosaurus  |
|  |              |

|  | Eustreptospondylus                                               |
|  |                                                                  |
|  | \| \| Magnosaurus \| \| \| \| \| \| Streptospondylus \| \| \| \| |
|  |                                                                  |
|  | Magnosaurus                                                      |
|  |                                                                  |
|  | Streptospondylus                                                 |
|  |                                                                  |

|  | Magnosaurus      |
|  |                  |
|  | Streptospondylus |
|  |                  |

|  | Afrovenator      |
|  |                  |
|  | Dubreuillosaurus |
|  |                  |

|  | Megalosaurus |
|  |              |
|  | Torvosaurus  |
|  |              |

|  | Afrovenator      |
|  |                  |
|  | Dubreuillosaurus |
|  |                  |

|  | Megalosaurus |
|  |              |
|  | Torvosaurus  |
|  |              |

|  | Marshosaurus                                                      |
|  |                                                                   |
|  | \| \| Condorraptor \| \| \| \| \| \| Piatnitzkysaurus \| \| \| \| |
|  |                                                                   |
|  | Condorraptor                                                      |
|  |                                                                   |
|  | Piatnitzkysaurus                                                  |
|  |                                                                   |

|  | Condorraptor     |
|  |                  |
|  | Piatnitzkysaurus |
|  |                  |

|  | Marshosaurus                                                      |
|  |                                                                   |
|  | \| \| Condorraptor \| \| \| \| \| \| Piatnitzkysaurus \| \| \| \| |
|  |                                                                   |
|  | Condorraptor                                                      |
|  |                                                                   |
|  | Piatnitzkysaurus                                                  |
|  |                                                                   |

|  | Condorraptor     |
|  |                  |
|  | Piatnitzkysaurus |
|  |                  |

|  | Chuandongocoelurus |
|  |                    |
|  | Monolophosaurus    |
|  |                    |

|  | Baryonyx   |
|  |            |
|  | Suchomimus |
|  |            |

|  | Irritator   |
|  |             |
|  | Spinosaurus |
|  |             |

|  | Baryonyx   |
|  |            |
|  | Suchomimus |
|  |            |

|  | Irritator   |
|  |             |
|  | Spinosaurus |
|  |             |

|  | Eustreptospondylus                                               |
|  |                                                                  |
|  | \| \| Magnosaurus \| \| \| \| \| \| Streptospondylus \| \| \| \| |
|  |                                                                  |
|  | Magnosaurus                                                      |
|  |                                                                  |
|  | Streptospondylus                                                 |
|  |                                                                  |

|  | Magnosaurus      |
|  |                  |
|  | Streptospondylus |
|  |                  |

|  | Afrovenator      |
|  |                  |
|  | Dubreuillosaurus |
|  |                  |

|  | Megalosaurus |
|  |              |
|  | Torvosaurus  |
|  |              |

|  | Afrovenator      |
|  |                  |
|  | Dubreuillosaurus |
|  |                  |

|  | Megalosaurus |
|  |              |
|  | Torvosaurus  |
|  |              |

|  | Eustreptospondylus                                               |
|  |                                                                  |
|  | \| \| Magnosaurus \| \| \| \| \| \| Streptospondylus \| \| \| \| |
|  |                                                                  |
|  | Magnosaurus                                                      |
|  |                                                                  |
|  | Streptospondylus                                                 |
|  |                                                                  |

|  | Magnosaurus      |
|  |                  |
|  | Streptospondylus |
|  |                  |

|  | Afrovenator      |
|  |                  |
|  | Dubreuillosaurus |
|  |                  |

|  | Megalosaurus |
|  |              |
|  | Torvosaurus  |
|  |              |

|  | Afrovenator      |
|  |                  |
|  | Dubreuillosaurus |
|  |                  |

|  | Megalosaurus |
|  |              |
|  | Torvosaurus  |
|  |              |

|  | Baryonyx   |
|  |            |
|  | Suchomimus |
|  |            |

|  | Irritator   |
|  |             |
|  | Spinosaurus |
|  |             |

|  | Baryonyx   |
|  |            |
|  | Suchomimus |
|  |            |

|  | Irritator   |
|  |             |
|  | Spinosaurus |
|  |             |

|  | Eustreptospondylus                                               |
|  |                                                                  |
|  | \| \| Magnosaurus \| \| \| \| \| \| Streptospondylus \| \| \| \| |
|  |                                                                  |
|  | Magnosaurus                                                      |
|  |                                                                  |
|  | Streptospondylus                                                 |
|  |                                                                  |

|  | Magnosaurus      |
|  |                  |
|  | Streptospondylus |
|  |                  |

|  | Afrovenator      |
|  |                  |
|  | Dubreuillosaurus |
|  |                  |

|  | Megalosaurus |
|  |              |
|  | Torvosaurus  |
|  |              |

|  | Afrovenator      |
|  |                  |
|  | Dubreuillosaurus |
|  |                  |

|  | Megalosaurus |
|  |              |
|  | Torvosaurus  |
|  |              |

|  | Eustreptospondylus                                               |
|  |                                                                  |
|  | \| \| Magnosaurus \| \| \| \| \| \| Streptospondylus \| \| \| \| |
|  |                                                                  |
|  | Magnosaurus                                                      |
|  |                                                                  |
|  | Streptospondylus                                                 |
|  |                                                                  |

|  | Magnosaurus      |
|  |                  |
|  | Streptospondylus |
|  |                  |

|  | Afrovenator      |
|  |                  |
|  | Dubreuillosaurus |
|  |                  |

|  | Megalosaurus |
|  |              |
|  | Torvosaurus  |
|  |              |

|  | Afrovenator      |
|  |                  |
|  | Dubreuillosaurus |
|  |                  |

|  | Megalosaurus |
|  |              |
|  | Torvosaurus  |
|  |              |

|  | Chuandongocoelurus |
|  |                    |
|  | Monolophosaurus    |
|  |                    |

|  | Baryonyx   |
|  |            |
|  | Suchomimus |
|  |            |

|  | Irritator   |
|  |             |
|  | Spinosaurus |
|  |             |

|  | Baryonyx   |
|  |            |
|  | Suchomimus |
|  |            |

|  | Irritator   |
|  |             |
|  | Spinosaurus |
|  |             |

|  | Eustreptospondylus                                               |
|  |                                                                  |
|  | \| \| Magnosaurus \| \| \| \| \| \| Streptospondylus \| \| \| \| |
|  |                                                                  |
|  | Magnosaurus                                                      |
|  |                                                                  |
|  | Streptospondylus                                                 |
|  |                                                                  |

|  | Magnosaurus      |
|  |                  |
|  | Streptospondylus |
|  |                  |

|  | Afrovenator      |
|  |                  |
|  | Dubreuillosaurus |
|  |                  |

|  | Megalosaurus |
|  |              |
|  | Torvosaurus  |
|  |              |

|  | Afrovenator      |
|  |                  |
|  | Dubreuillosaurus |
|  |                  |

|  | Megalosaurus |
|  |              |
|  | Torvosaurus  |
|  |              |

|  | Eustreptospondylus                                               |
|  |                                                                  |
|  | \| \| Magnosaurus \| \| \| \| \| \| Streptospondylus \| \| \| \| |
|  |                                                                  |
|  | Magnosaurus                                                      |
|  |                                                                  |
|  | Streptospondylus                                                 |
|  |                                                                  |

|  | Magnosaurus      |
|  |                  |
|  | Streptospondylus |
|  |                  |

|  | Afrovenator      |
|  |                  |
|  | Dubreuillosaurus |
|  |                  |

|  | Megalosaurus |
|  |              |
|  | Torvosaurus  |
|  |              |

|  | Afrovenator      |
|  |                  |
|  | Dubreuillosaurus |
|  |                  |

|  | Megalosaurus |
|  |              |
|  | Torvosaurus  |
|  |              |

|  | Baryonyx   |
|  |            |
|  | Suchomimus |
|  |            |

|  | Irritator   |
|  |             |
|  | Spinosaurus |
|  |             |

|  | Baryonyx   |
|  |            |
|  | Suchomimus |
|  |            |

|  | Irritator   |
|  |             |
|  | Spinosaurus |
|  |             |

|  | Eustreptospondylus                                               |
|  |                                                                  |
|  | \| \| Magnosaurus \| \| \| \| \| \| Streptospondylus \| \| \| \| |
|  |                                                                  |
|  | Magnosaurus                                                      |
|  |                                                                  |
|  | Streptospondylus                                                 |
|  |                                                                  |

|  | Magnosaurus      |
|  |                  |
|  | Streptospondylus |
|  |                  |

|  | Afrovenator      |
|  |                  |
|  | Dubreuillosaurus |
|  |                  |

|  | Megalosaurus |
|  |              |
|  | Torvosaurus  |
|  |              |

|  | Afrovenator      |
|  |                  |
|  | Dubreuillosaurus |
|  |                  |

|  | Megalosaurus |
|  |              |
|  | Torvosaurus  |
|  |              |

|  | Eustreptospondylus                                               |
|  |                                                                  |
|  | \| \| Magnosaurus \| \| \| \| \| \| Streptospondylus \| \| \| \| |
|  |                                                                  |
|  | Magnosaurus                                                      |
|  |                                                                  |
|  | Streptospondylus                                                 |
|  |                                                                  |

|  | Magnosaurus      |
|  |                  |
|  | Streptospondylus |
|  |                  |

|  | Afrovenator      |
|  |                  |
|  | Dubreuillosaurus |
|  |                  |

|  | Megalosaurus |
|  |              |
|  | Torvosaurus  |
|  |              |

|  | Afrovenator      |
|  |                  |
|  | Dubreuillosaurus |
|  |                  |

|  | Megalosaurus |
|  |              |
|  | Torvosaurus  |
|  |              |

## Paleobilogía
Un ilion derecho de un Marshosaurus bicentesimus está deformado por "una patología no descrita" que probablemente se originó como consecuencia de una lesión. Otro espécimen tiene una costilla patológica.  En un estudio de 2001 realizado por Bruce Rothschild y otros paleontólogos, se examinaron los huesos de cinco pies referidos a Marshosaurus en busca de signos de fractura por estrés , pero no se encontró ninguno.

## Paleoecología

### Hábitat
La Formación Morrison es una secuencia de sedimentos marinos y aluviales poco profundos que, según la datación radiométrica , oscila entre 156,3 millones de años en su base, a 146,8 millones de años en la parte superior, lo que la coloca a finales de Oxfordiense, Kimmeridgiense, y las primeras etapas de Titoniense del período Jurásico Tardío. Esta formación se interpreta como un ambiente semiárido con distintas estaciones húmedas y secas. La cuenca de Morrison, donde vivían los dinosaurios, se extendía desde Nuevo México hasta Alberta y Saskatchewan y se formó cuando los precursores de la Front Range de las Montañas Rocosas comenzó a empujar hacia el oeste. Los depósitos de sus cuencas de drenaje orientadas al este fueron transportados por arroyos y ríos y se depositaron en tierras bajas pantanosas, lagos, canales de ríos y llanuras de inundación. Esta formación es similar en edad a la Formación de piedra caliza Solnhofen en Alemania y la Formación Tendaguru en Tanzania . En 1877, esta formación se convirtió en el centro de Las Guerras de los Huesos, una rivalidad de recolección de fósiles entre los primeros paleontólogos Othniel Charles Marsh y Edward Drinker Cope.

### Paleofauna
La Formación Morrison registra un entorno y un tiempo dominado por gigantescos dinosaurios saurópodos como Camarasaurus , Brachiosaurus, Barosaurus, Diplodocus y Apatosaurus. Los dinosaurios que vivieron junto a Marshosaurus incluyen a los herbívoros ornitisquios Camptosaurus, Dryosaurus, Stegosaurus y Othnielosaurus. Los depredadores en este paleoambiente incluyeron los terópodos Saurophaganax , Torvosaurus , Ceratosaurus, Stokesosaurus, Ornitholestes y Allosaurus , que representaba del 70 al 75% de las muestras de terópodos y estaba en el nivel trófico superior de la red alimentaria de Morrison. Stegosaurus se encuentra comúnmente en los mismos sitios que Allosaurus, Apatosaurus, Camarasaurus y Diplodocus. Los primeros mamíferos estuvieron presentes en esta región, como docodontes, multituberculados, simétrodontes y triconodontos. La flora de la época ha sido revelada por fósiles de algas verdes, hongos y musgos, colas de caballo, cícadas, ginkgos y varias familias de coníferas. La vegetación varía de  bosques en galería al borde de los ríos de helechos y helechos arborescentes, a sabanas de helechos con árboles ocasionales, tales como la araucaria Brachyphyllum.